# Регуляторна держава
Термін «регуляторна держава» (тж. регулююча держава, нормативна держава) означає розширення використання державою методів та інститутів нормотворчості, моніторингу та правозастосування, а також паралельну зміну способу виконання її позитивних чи негативних функцій у суспільстві. Розширення держави сьогодні відбувається, як правило, через регулювання і менше через оподаткування та видатки. Поняття регуляторної держави стає все більш привабливим для теоретиків держави зі зростанням використання та застосування стратегій нормотворчості, моніторингу та правозастосування, а також з паралельним зростанням цивільного регулювання та регулювання підприємницької діяльності.
Зростання регуляторної держави в період промислової революції можна простежити завдяки мережевому регулюванню, вперше запровадженому прем'єр-міністром Великобританії Вільямом Гладстоном у 1844 р. Спільне розширення державного, цивільного та бізнес-регулювання на національному та транснаціональному рівнях свідчить про те, що поняття регуляторного врядування та регульованого капіталізму є настільки ж корисними в теоретичному плані, як і поняття регуляторної держави.

Роль окремих держав у регулюванні соціального та політичного життя з урахуванням місцевих обставин наголошує Папа Франциск у своєму енцикліці 2015 року Laudato si' :
Спроби вирішити всі проблеми за допомогою єдиних правил або технічних втручань можуть призвести до ігнорування складності місцевих проблем ...<ref>Папа Франциск, 